# Zandsteekmier
De zandsteekmier (Myrmica sabuleti) is een mierensoort uit de onderfamilie van de Myrmicinae. De wetenschappelijke naam van de soort is voor het eerst geldig gepubliceerd in 1861 door Meinert.